# 水石亜飛夢
水石 亜飛夢（みずいし あとむ、1996年1月1日 - ）は、日本の俳優。神奈川県出身。STRAIGHT entertainmentを経て、現在enchante所属。

## 経歴
2012年、ミュージカル・テニスの王子様2ndシーズンの柳蓮二役で俳優デビュー。
2014年にテレビ東京系で放送の特撮ドラマ『牙狼〈GARO〉 -魔戒ノ花-』では、主人公と共闘する魔戒騎士・クロウ役を演じた。そして2015年には、舞台『ハムレット』にて初主演・初座長を務めた。
2017年、第30回東京国際映画祭のワールド・プレミア上映作品『飢えたライオン』に出演。
2019年には、初主演の映画作品『笑いの枝折り』が公開。
2020年3月8日から2021年2月28日まで放送されたスーパー戦隊シリーズ『魔進戦隊キラメイジャー』で押切時雨 / キラメイブルー役を演じた。
2024年7月1日にSTRAIGHT entertainmentを退所、enchanteへの移籍を発表。

## 人物
- 亜飛夢という名前は、16歳離れている実の兄が「亜細亜（アジア）を飛ぶ夢になってほしい」という思いからつけた[8]。
- 趣味はギター、特技は剣道（初段）。好きな俳優は高倉健[2]。
- 中学時代には剣道部の主将を務め、県大会出場を果たす。
- 猫が好きで、綺羅という名前の猫を飼っている。
- 3サイズはB 95cm/W 83cm/H 96cm。靴のサイズは27.5cm[1]。
- 『キラメイジャー』メイン監督の山口恭平は、キャラを崩すと表情に様々なパターンを出してくるなど、演技に貪欲で面白い役者であると評している[9]。

## 出演

### テレビドラマ
- 牙狼-GARO- シリーズ（テレビ東京） - クロウ 役
  - 牙狼〈GARO〉-魔戒ノ花-（2014年4月4日 - 9月26日）
  - 牙狼〈GARO〉-魔戒烈伝- 第8話（2016年5月28日）
- 連続テレビ小説 とと姉ちゃん 第83話（2016年7月8日、NHK）
- 精霊の守り人II 悲しき破壊神 第9話（2017年3月25日、NHK）
- セシルボーイズ 第3話（2017年8月10日、フジテレビ） - 主演・水橋亜飛夢 役
- 棟居刑事の凶録（2017年9月28日、テレビ朝日） - 尾崎希望 役
- パパ活（2017年10月12日 - 11月30日、フジテレビ） - 宇田川勇一 役
- ヘッドハンター 第2話（2018年4月23日、テレビ東京）
- 仮面ライダーシリーズ（テレビ朝日）
  - 仮面ライダージオウ 第5話・第6話・第25話（2018年9月30日・10月7日・2019年3月3日） - 佐久間龍一 役
  - 仮面ライダーガヴ 第16話・第17話（2024年12月22日・2025年1月5日） - 映画俳優 役
- フェイクニュース あるいはどこか遠くの戦争の話 後編（2018年10月27日、NHK総合）
- 相棒 season17 第4話（2018年11月7日、テレビ朝日） - 和氣健也 役[10][11]
- 部活、好きじゃなきゃダメですか? 第9話（2018年12月18日、日本テレビ） - 向井 役
- I"s（2018年12月21日 - 2019年4月26日、BSスカパー!） - 鮫島 役
- メゾン・ド・ポリス 第6話（2019年2月15日、TBS） - 中松駿 役
- GHOSTTOWN（2019年3月23日・27日、フジテレビ） - 中岡徹 役
- あなたの番です 第1話・第12話・第19話（2019年4月14日・7月7日・9月1日、日本テレビ系） - 波止陽樹 役
  - 劇場版公開記念!「あなたの番です」完全新撮スペシャル!（2021年12月10日、日本テレビ） - 波止陽樹 役
- 警視庁ゼロ係〜生活安全課なんでも相談室〜 SEASON4（2019年7月19日 - 9月6日、テレビ東京） - 奥寺透 役
- 魔進戦隊キラメイジャー（2020年3月8日 - 2021年2月28日、テレビ朝日） - 押切時雨 / キラメイブルー 役[12]
- じゃない方の彼女 最終話（2021年12月27日、テレビ東京） - 野村正太郎 役
- 鉄オタ道子、2万キロ 第4話（2022年1月29日、テレビ東京） - 音鉄男子 役
- 家電侍（2022年4月2日 - 6月25日、BS松竹東急） - 平賀 役[13]
  - 家電侍スペシャル ストップ!忠臣蔵（2023年1月4日、BS松竹東急）
- TOKYO VICE（HBO Max / WOWOW）- サトウ・カイト 役
  - Season1 第7話（2022年4月21日 / 6月5日）
  - Season2（2024年2月8日 - 4月4日 / 4月7日 - 6月8日）
- 嫌われ監察官 音無一六 season1 第2話（2022年5月13日、テレビ東京） - 高岡充彦 役
- オールドファッションカップケーキ（2022年8月16日 - 9月15日、フジテレビ） - 中村 役 [14]
- イケメン共よ メシを喰え 第10話（2022年9月11日、テレビ大阪・BSテレビ東京） - 清水優心 役[15]
- 大川と小川の時短捜査（2022年9月12日、テレビ東京） - 近藤芳男 役[16]
  - 大川と小川の休日捜査（2024年9月30日）[17]
- アイゾウ 警視庁・心理分析捜査班（2022年10月11日 - 11月29日、フジテレビ） - 三好慧 役
  - アイゾウ 警視庁・心理分析捜査班「殺しのピエロ」「奇跡の親子」（2023年3月28日・29日）[18]
- 育休刑事 第7話（2023年5月30日、NHK総合） - 島田友也 役[19]
- 体感予報 第7話（2023年8月11日 - 10月13日、毎日放送） - 松平篤弥 役[20]
- めぐる未来 最終話（2024年3月22日、読売テレビ・日本テレビ） - 我図 役[21]
- ベイビーわるきゅーれ エブリデイ!（2024年9月5日 - 、テレビ東京） - 田坂 役[22][23]
- オクトー 〜感情捜査官 心野朱梨〜Season2 第1話（2024年10月3日、読売テレビ・日本テレビ系） - 朝比奈慶太 役[24]
- 全領域異常解決室 第8話・第9話（2024年11月27日・12月11日、フジテレビ） - 高橋亘来 役[25]
- 光る君へ 第46話・47話（2024年12月1日・8日、NHK） - 藤原定頼 役
- 法廷のドラゴン 第1話（2025年1月17日、テレビ東京） - 桐丘祐也 役[26]

### テレビ番組
- NHK高校講座 ロンリのちから（2014年6月 - 、NHK Eテレ） - 圭次 役
- 週末ふらっとデート（2016年11月、フジテレビ）
- 猫のひたいほどワイド（2019年4月 - 7月、テレビ神奈川） - 猫の手も借り隊 火曜ブルー[27]

### 映画
- 人狼ゲーム クレイジーフォックス（2015年12月5日 - 18日、新宿武蔵野館） - 椎木美孝 役
- グール 喰怨（2016年2月19日 - 25日、渋谷ユーロライブ） - 嵯峨陽介 役
- 嫌な女（2016年6月25日） - エウリアン 役
- コープスパーティー Book of Shadows（2016年7月30日） - 黒崎健介 役
- 母 小林多喜二の母の物語（2017年2月25日） - 小林三吾 役
- 武曲 MUKOKU（2017年6月3日） - 迫主将 役
- クロノゲイザー 時空の結び目（2017年8月18日） - ハルシオン 役
- 龍馬裁判（2017年8月30日 - 9月3日） - 谷干城 役
- 飢えたライオン（第30回東京国際映画祭 ワールド・プレミア上映：2017年10月25日 / 劇場公開：2018年9月15日） - 藤川ヒロキ 役
- 鋼の錬金術師シリーズ（ワーナー・ブラザース映画） - アルフォンス・エルリック 役（声及びモーションキャプチャー）[28]
  - 鋼の錬金術師（2017年12月1日）
  - 鋼の錬金術師 完結編 復讐者スカー（2022年5月20日）[29][30]
  - 鋼の錬金術師 完結編 最後の錬成（2022年6月24日）[29][30]
- 花は咲くか（2018年2月24日） - 岩崎竹生 役
- いぬやしき（2018年4月20日） - 清水哲 役
- センセイ君主（2018年8月1日） - 蓮くん 役
- 青夏 きみに恋した30日（2018年8月1日） - 皆見ナミオ 役
- 殺る女（2018年10月27日）
- 笑いの枝折り（2019年6月26日[5]） - 主演・本村卓也 役[5][31]
- ウーマンウーマンウーマン（2019年7月9日）
- ダウト 嘘つきオトコは誰?（2019年10月4日） - 志賀颯太郎 役
- 牙狼〈GARO〉-月虹ノ旅人-（2019年10月4日） - クロウ 役
- 魔法少年☆ワイルドバージン（2019年12月6日） - 日野健司 役
- スーパー戦隊シリーズ（東映） - 押切時雨 / キラメイブルー 役
  - 魔進戦隊キラメイジャー エピソードZERO（2020年2月8日）[32]
  - 魔進戦隊キラメイジャー THE MOVIE ビー・バップ・ドリーム（2021年2月20日）[33]
  - セイバー+ゼンカイジャー スーパーヒーロー戦記（2021年7月22日）[34]
- 新卒ポモドーロ（2020年2月21日、エムエフピクチャーズ） - 岩本真治 役
- 根矢涼香、映画監督になる。（2020年5月15日、オンライン上映） - 真壁啓太 役
- 東京バタフライ（2020年9月11日、スターダストピクチャーズ） - 主演・仁 役
- 国民の選択（2021年3月5日、ディレクタースカンパニー） - 主演・高橋敦 役[35]
- 男の優しさは全部下心なんですって（2021年6月11日、絶好調ちっちゃいもの倶楽部） - 日向亮 役[36]
- ベイビーわるきゅーれ（渋谷プロダクション） - 田坂 役
  - ベイビーわるきゅーれ（2021年7月30日）
  - ベイビーわるきゅーれ 2ベイビー（2023年3月24日）[37]
  - ベイビーわるきゅーれ ナイスデイズ（2024年9月27日）[38]
- 黄龍の村（2021年9月24日、ラビットハウス） - 主演・北村優希 役
- あなたの番です 劇場版（2021年12月10日、東宝） - 波止陽樹 役
- 鍵（2022年6月25日、BBB） - 木村 役[39]
- ほどけそうな、息（2022年9月3日、マグネダイズ）[40]
- 死神遣いの事件帖 -月花奇譚-（2022年11月18日、東映ビデオ） - 善吉 役[41]
- 終末の探偵（2022年12月16日、マグネダイズ） - 小倉幹彦 役[42]
- 老ナルキソス（2023年5月20日、オンリー・ハーツ） - レオ（佐藤恭介）役[43]
- 忌怪島/きかいじま（2023年6月16日、東映） - 北島弘治 役[44]
- 車軸（2023年11月17日、CHIPANGU / エレファントハウス） - 聖也 役[45]
- プロジェクト・カグヤ（2025年10月31日公開予定、ムービック） - 李ハジュン 役[46]

### 劇場アニメ
- ブルーサーマル（2022年3月4日、東映） - 有坂祐介 役[47]

### VR映画
- ブルーサーマルVR -はじまりの空-（2018年7月5日） - 倉持潤 役

### WEBドラマ
- 楽天トラベル「温泉の入り方」（2016年）
- 東京ヴァンパイアホテル（2017年6月16日か、Amazonプライム・ビデオ） - ラト 役
- パパ活（2017年6月24日配信開始、全8話、dTV・FOD） - 宇田川勇一 役
- GHOSTTOWN（2019年4月1日 - 5月13日、FOD） - 中岡徹 役
- すじぼり（2019年6月21日配信開始、U-NEXT） - 江原和也 役
- 根矢涼香、映画監督になる。（2019年11月22日 twitterソーシャルフィルム） - 真壁啓太 役
- 運命から始まる恋 -You are my Destiny-（2020年2月12日配信開始、全10話、フジテレビオンデマンド・YOUKU） - 山口 役
- 湘南純愛組! YOUNG GTO（2020年2月28日配信開始、全8話、Amazonプライム・ビデオ） - 神堂寺郁也 役
- オンラインシネマ「Sucker Punch」（2020年5月29日、AbemaTV） - 主演・大和 役[48]
- じゃない方の夜 〜恋は突然、生まれない。〜（2021年10月11日・11月15日・12月27日、Paravi） - 野村正太郎 役
- 私が獣になった夜～名前のない関係～ 第6話「元カレとの夜、ズルくなった私」（2021年12月9日、ABEMA） - 麻生瞬 役[49]
- 君と世界が終わる日に Season3（2022年2月25日 - 4月1日、Hulu） - イナバ 役
- ヨドンナ3 ヨドンナのバレンタイン（2023年3月5日、東映特撮ファンクラブ） - 押切時雨 役[50]

### オリジナルビデオ
- スーパー戦隊シリーズ（東映ビデオ） - 押切時雨 / キラメイブルー 役
  - 魔進戦隊キラメイジャーVSリュウソウジャー（2021年8月4日）[51]
  - 機界戦隊ゼンカイジャーVSキラメイジャーVSセンパイジャー（2022年9月28日）[52][53]

### 舞台
- ミュージカル・テニスの王子様2ndシーズン - 柳蓮二 役
  - 青学vs立海（2012年7月13日 - 9月23日、JCBホール 他）
  - SEIGAKU Farewell Party（2012年10月11日 - 14日、JCBホール）
  - 青学vs比嘉（2012年12月20日 - 2013年2月17日、日本青年館 他）
  - コンサート Dream Live 2013（2013年4月27日 - 29日・5月3日 - 5日、横浜アリーナ 他）
  - 春の大運動会 2014（2014年4月26日、横浜アリーナ）
  - 全国大会青学vs立海（2014年7月13日 - 9月28日、TOKYO DOME CITY HALL 他）
  - ネルフェス2014 in 武道館（2014年11月7日、日本武道館）
  - コンサート Dream Live 2014（2014年11月15日・16日・11月22日 - 24日、神戸ワールド記念ホール 他）
- 朗読劇 しっぽのなかまたち 3（2013年11月26日 - 2014年12月1日、天王洲 銀河劇場）
- リーディングと歌で綴る「クリスマス・キャロル」（2013年12月24日・25日、亀戸文化センター カメリアホール）
- 蝶々殺人事件（2014年3月12日 - 16日、紀伊國屋サザンシアター）
- 朗読劇「夜話し」（2014年3月25日）
- ママと僕たち 〜おべんきょイヤイヤBABYS〜（2014年5月2日 - 11日、AiiA Theater Tokyo）
- Artist.Japan NEXT
  - vol.1「ハムレット」（2015年1月6日 - 11日、テアトルBONBON）
  - vol.2「星の王子さま」（2015年4月1日 - 12日、DDD AOYAMA CROSS THEATER）
  - vol.3「朱日記」（2015年6月6日 - 14日、新宿村LIVE） - 宮浜浪吉 役
- もっかい！に！「ママと僕たち 〜おべんきょイヤイヤBABYS〜」（2015年2月21日 - 3月1日、AiiA Theater Tokyo）
- 朗読劇「魔導師は平凡を望む」（2015年5月23日・24日、彩の国さいたま芸術劇場 大ホール） - ルドルフ 役
- 劇団マツモトカズミ 第五回公演「結婚の偏差値III 純愛」（2015年9月9日 - 13日、CBGKシブゲキ!!） - 悛 役
- 本格文學朗読演劇シリーズ 極上文學「高瀬舟・山椒大夫」（2015年10月9日 - 18日、CBGKシブゲキ!! / 2015年10月24日・25日、大阪ビジネスパーク 円形ホール） - 安寿 役
- ポップンマッシュルームぴあ野郎「錆びつきジャックは死ぬほど死にたい」（2015年10月28日 - 11月3日、CBGKシブゲキ!!） - 正田幸雄、ティーロー 役
- 旅するリーディングシリーズ vol.2「盲目のジェロニモとその兄」（2016年1月9日 - 13日、DDD AOYAMA CROSS THEATER） - 弟・ジェロニモ 役
- おん･すてーじ 真夜中の弥次さん喜多さん（2016年1月16日 - 17日、シアターGロッソ） - うその喜多さん（日替わりゲスト）役
- 終わりのセラフ The Musical（2016年2月4日 - 11日、AiiA 2.5 Theater Tokyo） - 君月士方 役
- Zero Project Produce ミュージカル「雪のプリンセス」（2016年3月30日 - 4月3日、全労済ホール/スペース・ゼロ） - クリス 役
- 水石亜飛夢一人芝居「二十歳の暗殺者」（2016年4月19日、シアタートラム） - ロレンツィーノ・デ・メディチ 役
- 心霊探偵 八雲 裁きの塔（東京公演：2017年5月31日 - 6月11日、品川プリンスホテル クラブeX / 大阪公演：2017年6月16日 - 18日、大阪ビジネスパーク 円形ホール） - 桜井樹 役
- 劇団チョコレートケーキ「あの日の記憶の記録」（2017年12月、東京芸術劇場 シアターウエスト）
- 劇団ノーミーツ 第2回長編公演「むこうのくに」（2020年7月23日 - 26日、リモート公演） - 秘書 役[54]

- 点滅する女（2023年6月14日 - 25日、東京芸術劇場 シアターイースト） [55]
- 精霊の守り人（2023年7月29日 - 8月6日、日生劇場 / 8月13日、枚方市総合文化芸術センター 関西医大 大ホール / 9月3日、新潟県民会館 大ホール / 9月9日、千葉県東総文化会館 大ホール / 10月1日〈予定〉、シンフォニア岩国 コンサートホール） - シュガ 役[56]
- 朗讀劇『極楽牢屋敷』（木下半太版四谷怪談）（2023年8月11日 - 20日、東京・サンシャイン劇場）[57]
- トレインライドシアター「このレールはドラマチック」（2023年11月19日・23日、東京都23区内）[58]
- ゼロ時間へ（2024年10月3日-9日、三越劇場 / 10/13-10/14 COOL JAPAN PARK OSAKA TTホール ）- テッド役

### 吹き替え
- 麻辣女配（2020年、ダー[59][60]）

### ボイスドラマ
- 恋するおやすみコール（2017年、久遠千景[61]）

### CM
- ペルソナ4 ザ・ゴールデン（2012年4月）
- au スマパス / ラッキーの歌「クーポン篇」（2014年4月）
- モンスターギア「夏だ！海だ！モンギアだ！」（2015年8月）
- mixi モンスターストライク（2016年8月）

### 広告
- 大学受験倶楽部（2012年6月）
- 日本たばこ協会 未成年者喫煙防止学校ポスター（2014年6月）
- 洋服の青山（2017年8月 - ）

### 玩具
- 魔進戦隊キラメイジャー 最煌弓 DXキラフルゴーアロー（2020年10月3日）
- 魔進戦隊キラメイジャー キラメイチェンジャー -MEMORIAL EDITION-（2022年11月）

## 作品

### キャラクターソング
| 発売日         | 商品名                                                  | 歌                     | 楽曲             | 備考                                                          |
| -------------- | ------------------------------------------------------- | ---------------------- | ---------------- | ------------------------------------------------------------- |
| 2013年4月24日  | WE ARE ALWAYS TOGETHER（TYPE A／TYPE B）                |                        |                  | ミュージカル『ミュージカル・テニスの王子様2ndシーズン』関連曲 |
| 2020年12月23日 | 魔進戦隊キラメイジャー キャラクターソングアルバム       | 押切時雨（水石亜飛夢） | 「Perfect Blue」 | テレビドラマ『魔進戦隊キラメイジャー』エンディングテーマ      |
| 2021年2月10日  | 魔進戦隊キラメイジャー 全曲集 めっちゃ輝煌（きこう）ぜ! | 押切時雨（水石亜飛夢） | 「Perfect Blue」 | テレビドラマ『魔進戦隊キラメイジャー』エンディングテーマ      |

### 書籍
- 水石亜飛夢1st写真集『ATOM』（2014年12月6日）
- 水石亜飛夢2nd写真集『アイオライト』（2021年3月22日）[62]
- キャストサイズ[どれ?]
- Sparkle[どれ?]
- HERO VISION[どれ?]
- W![どれ?]
- NEO HEROES[どれ?]
- NEXT[どれ?]
- G☆C グッカム[どれ?]
- BEST STAGE[どれ?]